# 소브롬
소브롬(루마니아어: SovRoms)는 1945년부터 1956년까지 루마니아에 있던 회사였다. 소브롬은 전후 재건을 위한 루마니아와 소련의 합작 회사로 양국에 공동으로 이익이 돌아가도록 1945년 5월 8일 모스크바에서 있었던 협정에서 약속하였다.

## 같이 보기
- 루마니아 공산당